# Derry Hill
Derry Hill – wieś w Anglii, w hrabstwie Wiltshire. Leży 45 km na północny zachód od miasta Salisbury i 135 km na zachód od Londynu.